# Juventus 1936-1937
Questa voce raccoglie le informazioni riguardanti la Juventus nelle competizioni ufficiali della stagione 1936-1937.

## Stagione
Nel 1936 la società bianconera mutò la propria denominazione da Foot-Ball Club Juventus in un più semplice Juventus, durante il processo dell'italianizzazione fascista.

## Maglia
| Casa | 1ª portiere | 2ª portiere |

## Rosa
| N. |                   | Ruolo | Calciatore             |
| -- | ----------------- | ----- | ---------------------- |
|    | Italia (bandiera) | P     | Ugo Amoretti           |
|    | Italia (bandiera) | P     | Eugenio Staccione      |
|    | Italia (bandiera) | P     | Alfredo Bodoira        |
|    | Italia (bandiera) | D     | Alfredo Foni           |
|    | Italia (bandiera) | D     | Pietro Rava            |
|    | Italia (bandiera) | D     | Giovanni Varglien (II) |
|    | Italia (bandiera) | C     | Luigi Bertolini        |
|    | Italia (bandiera) | C     | Teobaldo Depetrini     |
|    | Italia (bandiera) | C     | Luis Monti (capitano)  |
|    | Italia (bandiera) | C     | Mario Varglien I       |

| N. |                   | Ruolo | Calciatore        |
| -- | ----------------- | ----- | ----------------- |
|    | Italia (bandiera) | A     | Giovanni Barberis |
|    | Italia (bandiera) | A     | Aldo Borel (I)    |
|    | Italia (bandiera) | A     | Felice Borel (II) |
|    | Italia (bandiera) | A     | Lino Cason        |
|    | Italia (bandiera) | A     | Alessandro Duè    |
|    | Italia (bandiera) | A     | Guglielmo Gabetto |
|    | Italia (bandiera) | A     | Umberto Menti     |
|    | Italia (bandiera) | A     | Giacomo Neri      |
|    | Italia (bandiera) | A     | Cinzio Scagliotti |

## Risultati

### Serie A

#### Girone di andata
| Arbitro: | Galeati (Bologna) |

|                |           |             |
| Costantino 46’ | Marcatori | 90’ Gabetto |

| Arbitro: | Soliani (Genova) |

|             |           |           |
| Gabetto 30’ | Marcatori | 87’ Scher |

| Arbitro: | Dattilo (Roma) |

|  |           |                |
|  | Marcatori | 15’ Scagliotti |

| Arbitro: | Mazzarini (Roma) |

|  |           |           |
|  | Marcatori | 59’ Galli |

| Arbitro: | Scorzoni (Bologna) |

|             |           |  |
| Robotti 10’ | Marcatori |  |

| Arbitro: | Scarpi (Dolo) |

|          |           |            |
| Neri 44’ | Marcatori | 70’ Frossi |

| Arbitro: | Bevilacqua (Viareggio) |

|           |           |  |
| Piola 39’ | Marcatori |  |

| Arbitro: | Saracini (Ancona) |

|                          |           |                                  |
| Gabetto 28’ F. Borel 69’ | Marcatori | 22’ Marchionneschi 89’ Perazzolo |

| Arbitro: | Scorzoni (Bologna) |

|                                                  |           |                       |
| F. Borel 5’ Gabetto 17’, 30’, 50’ Scagliotti 78’ | Marcatori | 38’ (rig.) Bernardini |

| Arbitro: | Scarpi (Dolo) |

|            |           |             |
| Busoni 46’ | Marcatori | 35’ Gabetto |

| Arbitro: | Dattilo (Roma) |

|                                |           |             |
| Cason 42’, 83’ A. G. Borel 50’ | Marcatori | 36’ Bollano |

| Arbitro: | Scorzoni (Bologna) |

|  |           |                          |
|  | Marcatori | 16’ Gabetto 90’ F. Borel |

| Arbitro: | Ciamberlini (Genova) |

|                                  |           |                                          |
| Boffi 47’ Cossio 65’ Gabardo 84’ | Marcatori | 6’, 15’ (rig.), 59’ F. Borel 26’ Gabetto |

| Torino 3 gennaio 1937, ore 14:30 CET 14ª giornata | Juventus          | 0 – 0 referto | Triestina | Stadio Municipale Benito Mussolini\| Arbitro: \| Gianelli (Genova) \| |
| Arbitro:                                          | Gianelli (Genova) |               |           |                                                                       |

| Arbitro: | Ciamberlini (Genova) |

|                                          |           |  |
| F. Borel 20’ Gabetto 53’ A. G. Borel 78’ | Marcatori |  |

#### Girone di ritorno
| Arbitro: | Zelocchi (Modena) |

|                  |           |  |
| F. Borel 5’, 10’ | Marcatori |  |

| Arbitro: | Dattilo (Roma) |

|               |           |             |
| Michelini 23’ | Marcatori | 50’ Gabetto |

| Arbitro: | Scotto (Savona) |

|                             |           |  |
| A. G. Borel 10’ Gabetto 65’ | Marcatori |  |

| Arbitro: | Ciamberlini (Genova) |

|                    |           |           |
| Prato 5’ Galli 63’ | Marcatori | 22’ Menti |

| Arbitro: | Conticini (Firenze) |

|                                        |           |             |
| F. Borel 9’ Gabetto 29’, 42’ Menti 46’ | Marcatori | 63’ Bigando |

| Arbitro: | Ciamberlini (Genova) |

|                           |           |  |
| Meazza 57’ Campatelli 67’ | Marcatori |  |

| Arbitro: | Scorzoni (Bologna) |

|                                                                          |           |            |
| Menti 8’ Cason 30’ F. Borel 40’ Monti 63’ Gabetto 66’ Strobbe 76’ (aut.) | Marcatori | 46’ Busani |

| Arbitro: | Scarpi (Dolo) |

|                      |           |             |
| Fasanelli 15’ (rig.) | Marcatori | 7’ F. Borel |

| Arbitro: | Bevilacqua (Viareggio) |

|                                         |           |             |
| Subinaghi 68’ Mazzoni 70’ Serantoni 90’ | Marcatori | 26’ Gabetto |

| Torino 28 marzo 1937, ore 15:00 CET 25ª giornata | Juventus            | 0 – 0 referto | Bologna | Stadio Municipale Benito Mussolini\| Arbitro: \| Barlassina (Novara) \| |
| Arbitro:                                         | Barlassina (Novara) |               |         |                                                                         |

| Arbitro: | Salvatori (Roma) |

|                            |           |                                                                        |
| Peretti 53’ Cappellini 73’ | Marcatori | 3’, 10’, 17’, 77’ F. Borel 47’ (aut.) Ciancamerla 72’ (aut.) Malatesta |

| Arbitro: | Mazza (Torre del Greco) |

|                |           |           |
| Scagliotti 34’ | Marcatori | 39’ Torri |

| Arbitro: | Scarpi (Dolo) |

|                            |           |  |
| Gabetto 55’ Scagliotti 77’ | Marcatori |  |

| Arbitro: | Galeati (Bologna) |

|            |           |  |
| Loschi 60’ | Marcatori |  |

| Arbitro: | Mastellari (Bologna) |

|                        |           |                           |
| Viani 47’ Borsetti 75’ | Marcatori | 3’ Gabetto 67’ Scagliotti |

### Coppa Italia
| Arbitro: | Scarpi (Dolo) |

|  |           |                 |
|  | Marcatori | 83’ A. G. Borel |

| Arbitro: | Ciamberlini (Genova) |

|                  |           |              |
| Venditto 7’, 64’ | Marcatori | 67’ F. Borel |

## Statistiche

### Statistiche di squadra
| Competizione | Punti | In casa | In casa | In casa | In casa | In casa | In casa | In trasferta | In trasferta | In trasferta | In trasferta | In trasferta | In trasferta | Totale | Totale | Totale | Totale | Totale | Totale | DR  |
| Competizione | Punti | G       | V       | N       | P       | Gf      | Gs      | G            | V            | N            | P            | Gf           | Gs           | G      | V      | N      | P      | Gf     | Gs     | DR  |
| ------------ | ----- | ------- | ------- | ------- | ------- | ------- | ------- | ------------ | ------------ | ------------ | ------------ | ------------ | ------------ | ------ | ------ | ------ | ------ | ------ | ------ | --- |
| Serie A      | 35    | 15      | 8       | 6       | 1       | 32      | 10      | 15           | 4            | 5            | 6            | 21           | 21           | 30     | 12     | 11     | 7      | 53     | 31     | +22 |
| Coppa Italia | -     | 0       | 0       | 0       | 0       | 0       | 0       | 2            | 1            | 0            | 1            | 2            | 2            | 2      | 1      | 0      | 1      | 2      | 2      | 0   |
| Totale       | -     | 15      | 8       | 6       | 1       | 32      | 10      | 17           | 5            | 5            | 7            | 23           | 23           | 32     | 13     | 11     | 8      | 55     | 33     | +22 |

### Andamento in campionato
| Giornata  | 1 | 2 | 3 | 4 | 5  | 6  | 7  | 8  | 9  | 10 | 11 | 12 | 13 | 14 | 15 | 16 | 17 | 18 | 19 | 20 | 21 | 22 | 23 | 24 | 25 | 26 | 27 | 28 | 29 | 30 |
| --------- | - | - | - | - | -- | -- | -- | -- | -- | -- | -- | -- | -- | -- | -- | -- | -- | -- | -- | -- | -- | -- | -- | -- | -- | -- | -- | -- | -- | -- |
| Luogo     | T | C | T | C | T  | C  | T  | C  | C  | T  | C  | T  | T  | C  | C  | C  | T  | C  | T  | C  | T  | C  | T  | T  | C  | T  | C  | C  | T  | T  |
| Risultato | N | N | V | P | P  | N  | P  | N  | V  | N  | V  | V  | V  | N  | V  | V  | N  | V  | P  | V  | P  | V  | N  | P  | N  | V  | N  | V  | P  | N  |
| Posizione | 6 | 4 | 2 | 8 | 12 | 11 | 14 | 13 | 11 | 12 | 7  | 5  | 4  | 4  | 4  | 4  | 5  | 5  | 5  | 5  | 5  | 4  | 4  | 5  | 5  | 5  | 5  | 4  | 5  | 5  |

Fonte:  Serie A 1936-1937 – Andamento, su juworld.net.
Legenda:

Luogo: C = Casa; T = Trasferta. Risultato: V = Vittoria; N = Pareggio; P = Sconfitta.